# Mychajlo Kononenko
Mychajlo Mychajlovitsj Kononenko (Oekraïens: Михайло Михайлович Кононенко) (Tsjernihiv, 30 oktober 1987) is een Oekraïens voormalig wielrenner.

## Carrière
Kononenko, die tot en met 2017 enkel voor kleine Oekraïense ploegen reed, werd in 2015 nationaal kampioen op de weg.  Dit kunstje herhaalde hij in 2020 toen hij zowel de tijdrit als de wegwedstrijd won, in 2021 won hij wederom de tijdrit. Verder behaalde hij voornamelijk overwinningen in kleinere Oost-Europese koersen. Tussen 2018 en 2020 reed hij bij het Chinese Shenzhen Xidesheng Cycling Team en de laatste drie jaren van zijn carrière was hij actief in Turkse dienst.

## Overwinningen
2008
Eindklassement Mainfranken Tour, beloften
2009
 Oekraïens kampioen tijdrijden, beloften
2010
4e etappe Grote Prijs van Adygea
2011
5e etappe Ronde van Slowakije
2012
4e etappe Grote Prijs van Sotsji
2013
Race Horizon Park 2
Proloog Ronde van Roemenië (TTT)
2014
Race Horizon Park 2
3e etappe Ronde van het Qinghaimeer
Puntenklassement Ronde van het Qinghaimeer
1e en 3e etappe Baltic Chain Tour
2015
3e etappe Ronde van Mersin
Memorial Oleg Djatsjenko
2e etappe Vijf ringen van Moskou
Horizon Park Classic
 Oekraïens kampioen op de weg, elite
2016
Memoriał Romana Siemińskiego
Horizon Park Classic
2017
Horizon Park Race for Peace
7e etappe Ronde van het Qinghaimeer
Odessa Grand Prix
1e etappe Ronde van Fuzhou
2018
4e etappe Ronde van Fuzhou
2019
6e etappe Ronde van China I
1e etappe Ronde van Quanzhou Bay
2020
Grand Prix Cappadocia
Grand Prix van Centraal-Anatolië
 Oekraïens kampioen op de weg, elite
 Oekraïens kampioen tijdrijden, elite
2021
 Oekraïens kampioen tijdrijden, elite
Grand Prix Develi
2022
Grand Prix Kapuzbaşı
4e etappe Ronde van Sakarya
Eindklassement Ronde van Sakarya

## Resultaten in voornaamste wedstrijden
| Jaar |  | WK op de weg |
| ---- |  | ------------ |
| 2013 |  | opgave       |
| 2014 |  | 92e          |
| 2015 |  | 49e          |
| 2016 |  | opgave       |
| 2021 |  | opgave       |

## Ploegen
- 2007 –  Ukraine-Neri Sottoli Team
- 2008 –  Danieli Cycling Team (tot 01-08)
- 2010 –  Kolss Cycling Team
- 2011 –  Kolss Cycling Team
- 2012 –  Kolss Cycling Team
- 2013 –  Kolss Cycling Team
- 2014 –  Kolss Cycling Team
- 2015 –  Kolss-BDC Team
- 2016 –  Kolss-BDC Team
- 2017 –  Kolss-Miche
- 2018 –  Beijing XDS-Innova Cycling Team
- 2019 –  Shenzhen Xidesheng Cycling Team
- 2020 –  Shenzhen Xidesheng Cycling Team
- 2021 –  Salcano Sakarya BB Team
- 2022 –  Sakarya BB Pro Team
- 2023 –  Sakarya BB Pro Team